# Prayssac

Prayssac este o comună în departamentul Lot din sudul Franței. În 2009 avea o populație de 2.443 de locuitori.

## Evoluția populației
| An        | 1975  | 1982  | 1990  | 1999  | 2006  | 2009  |
| --------- | ----- | ----- | ----- | ----- | ----- | ----- |
| Populație | 2.065 | 2.160 | 2.233 | 2.300 | 2.439 | 2.443 |